# Ovos com batatas fritas

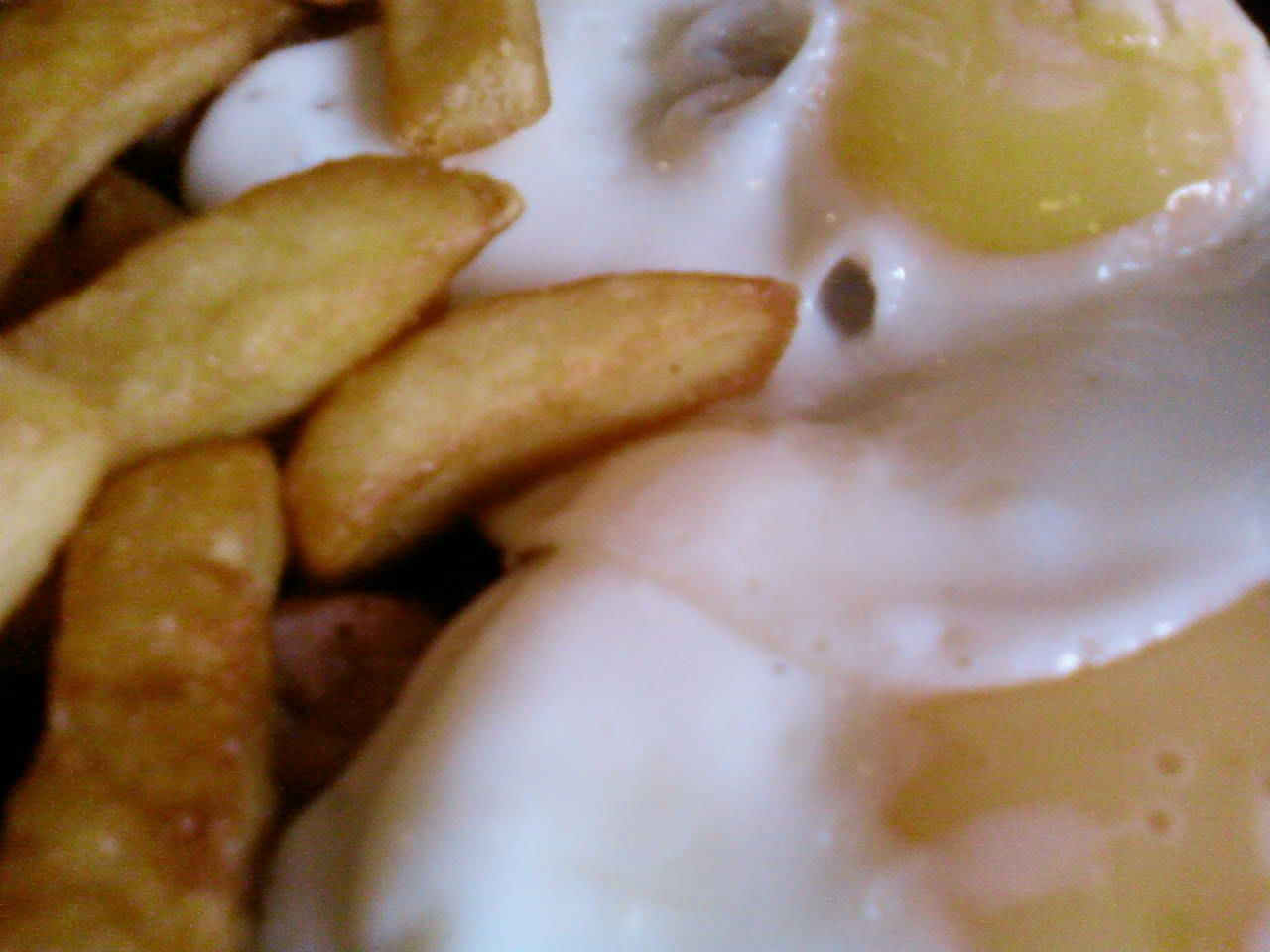
Ovos com batatas fritas

Ovos com batatas fritas é um prato de culinária popular da classe trabalhadora, no Reino Unido, e consiste simplesmente em batatas fritas servidas com ovos estrelados."